# Henri Järvelaid
Henri Järvelaid (Tallin, 11 de diciembre de 1998) es un futbolista estonio que juega en la demarcación de lateral izquierdo para el JK Tammeka Tartu de la Meistriliiga.

## Selección nacional
Después de jugar en la selección de fútbol sub-16 de Estonia, en la sub-17, en la sub-18 en la sub-19, en la sub-21 y en la sub-23, finalmente hizo su debut con la selección absoluta el 5 de septiembre de 2020 en un encuentro de la Liga de las Naciones de la UEFA contra Georgia que finalizó con un resultado de 0-1 a favor del combinado georgiano tras el gol de Nika Kacharava.

## Clubes
| Club                      | País      | Año       | Partidos | Goles |
| ------------------------- | --------- | --------- | -------- | ----- |
| FC Flora II Tallinn       | Estonia   | 2015-2018 | 55       | 17    |
| FC Flora Tallinn          | Estonia   | 2016-2018 | 14       | 4     |
| JK Tammeka Tartu          | Estonia   | 2018      | 17       | 2     |
| FC Flora II Tallinn       | Estonia   | 2019      | 1        | 0     |
| FC Flora Tallinn          | Estonia   | 2019-2020 | 51       | 6     |
| Vendsyssel FF             | Dinamarca | 2020-2021 | 18       | 0     |
| Sogndal Fotball           | Noruega   | 2021      | 1        | 0     |
| JK Nõmme Kalju            | Estonia   | 2022-2023 | 50       | 6     |
| FCI Levadia Tallinn       | Estonia   | 2023-2025 | 21       | 3     |
| JK Tammeka Tartu (cedido) | Estonia   | 2025-     |          |       |

## Palmarés

### Campeonatos nacionales
| Título               | Club                | País    | Año  |
| -------------------- | ------------------- | ------- | ---- |
| Meistriliiga         | FC Flora            | Estonia | 2017 |
| Meistriliiga         | FC Flora            | Estonia | 2019 |
| Copa de Estonia      | FC Flora            | Estonia | 2020 |
| Supercopa de Estonia | FC Flora            | Estonia | 2020 |
| Copa de Estonia      | FCI Levadia Tallinn | Estonia | 2024 |
| Meistriliiga         | FCI Levadia Tallinn | Estonia | 2024 |
| Supercopa de Estonia | FCI Levadia Tallinn | Estonia | 2025 |